# Чисте (Щучанський район)
Чи́сте (рос. Чистое) — село у складі Щучанського району Курганської області, Росія. Адміністративний центр Чистівської сільської ради.
Населення — 447 осіб (2010, 585 у 2002).
Національний склад станом на 2002 рік: росіяни — 96 %.